# Hans Petter Scheffler

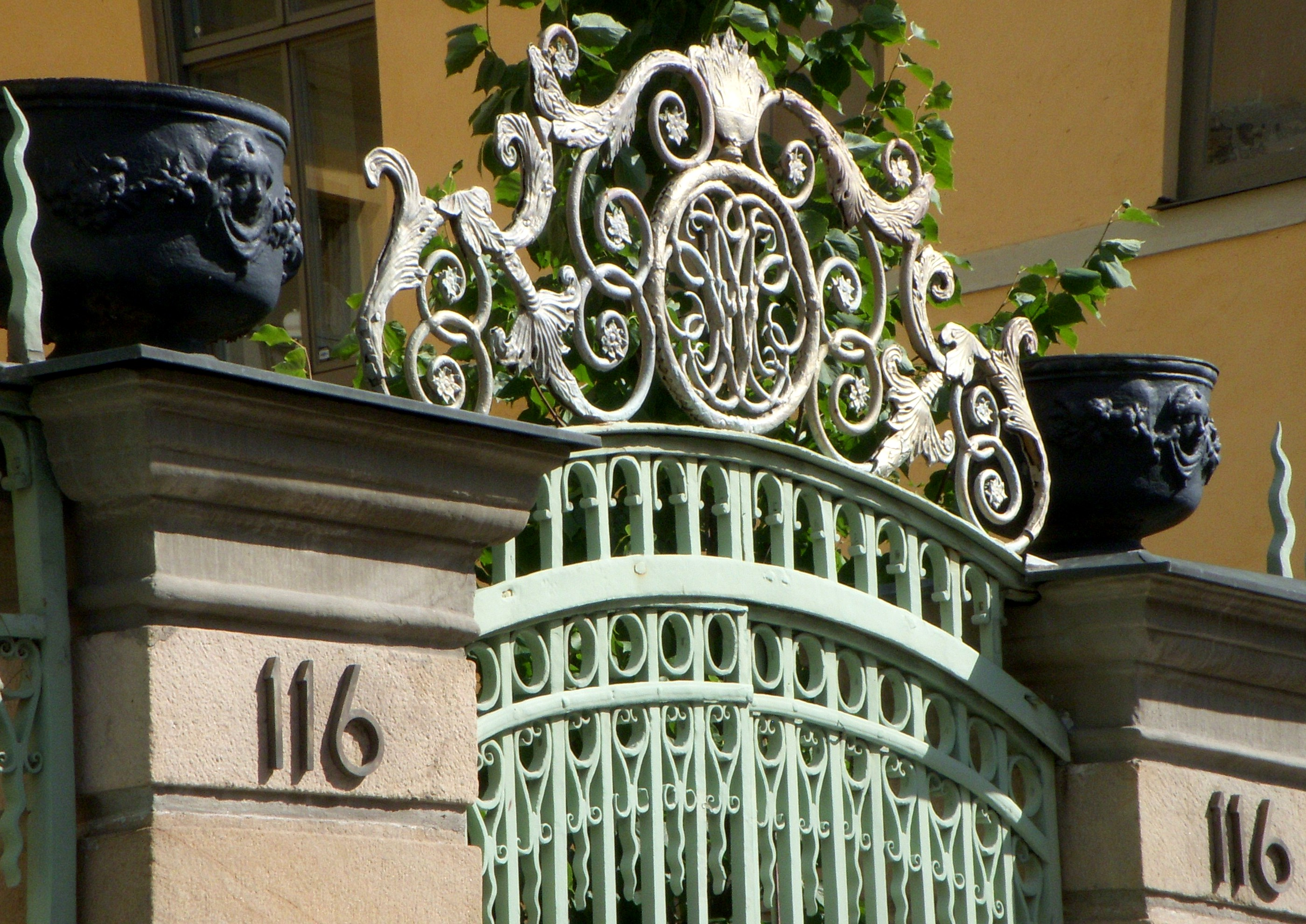
Hans Petter Schefflers initialer ovanför ingången till Schefflerska palatset

Hans Petter Scheffler, född i Schlesien okänt år, död 1707 i Stockholm, var en tysk-svensk köpman.
Hans Petter Scheffler var gift med Catarina Grill (1666-slutet av 1720-talet). Han är känd för att ha uppfört malmgården Schefflerska palatset vid Drottninggatan i Stockholm som sommarresidens. Han köpte tomten 1697 och flyttade in där omkring år 1700.
Han efterlämnade vid sin död en förmögenhet på 120 661 riksdaler.